# The Kissing Booth 2
The Kissing Booth 2 è un film del 2020 diretto da Vince Marcello. Il film è il sequel di The Kissing Booth ed il prequel di The Kissing Booth 3.

## Trama
Elle si ritrova ad affrontare i problemi di una relazione a distanza, mentre dubbi ed incertezze pervadono la sua mente.
Inizia un nuovo anno scolastico, l'ultimo anno per la ragazza e Lee, il suo migliore amico; l'imminente iscrizione all'università porterà Elle a prendere un'importante decisione.
Sono presenti nuovi personaggi, come Marco e Chloe, che metteranno in discussione la relazione tra Elle e Noah.

## Promozione
Il primo trailer è stato diffuso il 7 luglio 2020.

## Distribuzione
Il film è stato pubblicato sulla piattaforma streaming Netflix il 24 luglio 2020.

## Sequel
Il 26 luglio 2020 viene annunciato che il terzo film, The Kissing Booth 3, è in post produzione. Il film viene pubblicato l'11 agosto 2021, sempre su Netflix.